# Кіркпатрик (гора)
Кіркпа́трик (англ. Mount Kirkpatrick) — гора в Антарктиді, найвища вершина хребта Королеви Олександри і Трансантарктичних гір. Її висота становить 4528 м над рівнем моря.

## Географія
Гора розташована на захід від льодовика Бірдмора, на південний схід від шельфового льодовика Росса, в гірському хребті Королеви Олександри, який є складовою частиною Трансантарктичних гір, за 7,8 км на захід від гори Дікерсон (4120 м) і за 1585 км від найвищої вершини Антарктики, масиву Вінсон (4892 м). Гора є найвищою вершиною хребта Королеви Олександри і Трансантарктичних гір. Це 4-та за абсолютною та 7-ма за відносною висотою гора Антарктики. Вершина гори вільна від льодового покриву.

## Відкриття
Гора Кіркпатрик була відкрита в 1908 році Британською антарктичною експедицією (1907—1909) Ернеста Шеклтона і названа на честь підприємця з Глазго, який був одним із перших прихильників і спонсорів експедиції.

## Палеонтологічні дослідження

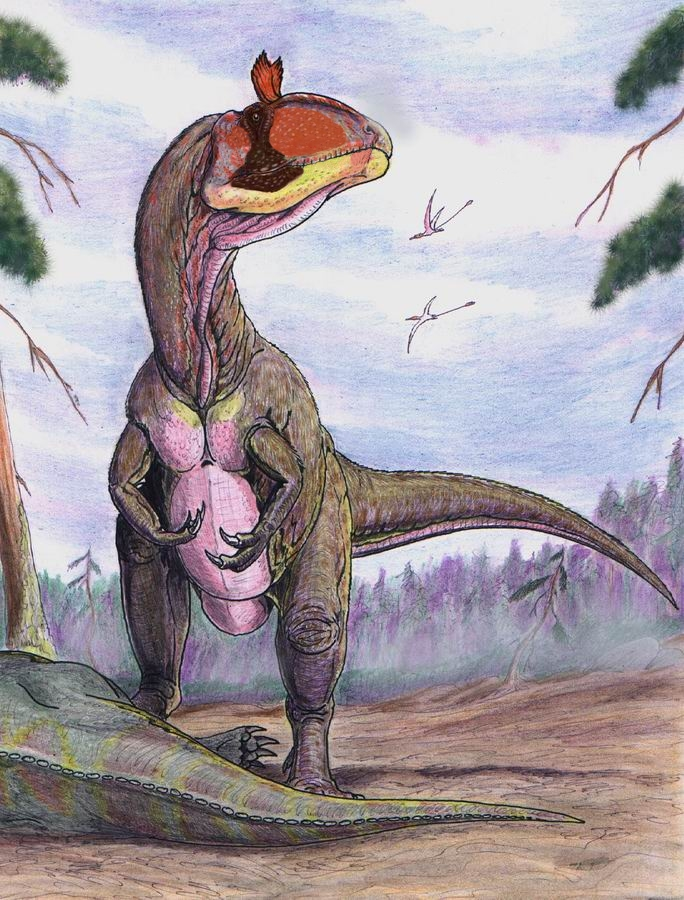
Криолофозавр

Гора Кіркпатрик займає одне із чільних місць в Антарктиці по палеонтологічних дослідженнях. В кінці Кам'яновугільного, на початку Юрського періодів Антарктида входила до складу гігантського надконтиненту Пангеї з відносно теплим і м'яким кліматом, що сприяв росту густих хвойних і саговникоподібних лісів в яких водилися доісторичні тварин. Серед них були тритилодонтові, травоїдні немаммальні синапсиди, які в той час були широко поширені по всьому надконтиненту.
В 1991 році дослідницькою групою на чолі із американським професором Вільямом Хаммером, на схилах гори Кіркпатрик, на висоті близько 4100 метрів над рівнем моря, у вулканічних алевролітах формації Гансона були знайдені скам'янілі рештки динозавра теропода — криолофозавра (лат. Cryolophosaurus ellioti). У 2003 році були виявлені рештки, ще більше половини скелета динозавра. Маючи приблизно шість метрів довжини, цей хижак жив під час раннього юрського періоду (Плінсбахський ярус), близько 190 мільйонів років тому. Таким чином, криолофозавр є найстарішим представником тетанури і належать до групи найбільших тероподових динозаврів. Він є першим динозавром, який був знайдений в Антарктиді і науково описаний. В 2004 році група Хаммера крім решток криолофозавра, знайшла останки прозавропода, скам'янілі рештки трітилодонтових і літаючих динозаврів — птерозаврів.
В 2007 році на схилах гори, на висоті близько 4000 м були знайдені скам'янілі рештки травоїдного динозавра — ґлаціалізавра (англ. Glacialisaurus hammeri), який мав довжину близько 7,6 м, вагу 4-6 тонн і названий на честь доктора Вільяма Хаммера.